# Prochilodus lineatus
Prochilode rayé
Espèce
Synonymes
- Paca lineatus Valenciennes, 1836[2]
- Prochilodus platensis Holmberg, 1891[2]
- Prochilodus scrofa Steindachner, 1881[2]
- Prochilodus scrofu Steindachner, 1881[2]
- Salmo novemradiatus Larrañaga, 1923[2]

Prochilodus lineatus, communément appelé Prochilode rayé,, est une espèce sud-américaine de poissons d'eau douce de la famille des Prochilodontidae. 

## Systématique
L'espèce Prochilodus lineatus a été initialement décrite en 1837 par le zoologiste français Achille Valenciennes (1794-1865) sous le protonyme de Paca lineatus.

## Répartition, habitat
Prochilodus lineatus se rencontre dans le bassin du río Paraná et du río Paraguay en Mésopotamie argentine et en Colombie et Paraguay, ainsi que dans le rio Paraíba do Sul au Brésil. Ce poisson préfère les eaux profondes.

## Description
Prochilodus lineatus peut mesurer jusqu'à 80 cm de longueur pour un poids maximal enregistré de 7,2 kg. Toutefois sa taille moyenne habituelle est de 46,2 cm
Son corps est haut et aplati latéralement. Sa bouche est circulaire et protractile. Il a deux rangées de petites dents.
Ce poisson est illiophage, c'est-à-dire qu'il suce et mange de la boue organique, ce à quoi sa bouche est bien adaptée. Il migre en grands bancs, cherchant des eaux chaudes au printemps, pour pouvoir pondre ses œufs.

## Noms vernaculaires
Cette espèce porte de très nombreux noms vernaculaires dont :
- en espagnol, Lamepiedras ; Sábalo ; Sábalo jetón ; Sábalo picudo ; Sábalo rayado ;
- en portugais, Corimba ou Curimbá ; Corimbatá ou Curimbatá ; Grumatá, Grumatã ou Grumatão ;
- en anglais, Curimbata ; Sabalo ; Streaked prochilod ; Tarpon prochilodus.

Plusieurs poissons portant le nom de sábalo (voir en:sábalo), Prochilodus lineatus est parfois distingué en langue castillane sous le nom de sábalo jetón (« grande-gueule ») ou chupabarro (« suceur de boue »).